# Caicella aventinus
Caicella aventinus är en fjärilsart som beskrevs av Frederick DuCane Godman och Osbert Salvin 1893. Caicella aventinus ingår i släktet Caicella och familjen tjockhuvuden. Inga underarter finns listade i Catalogue of Life.